# ドラゴンクリスタル ツラニの迷宮
『ドラゴンクリスタル ツラニの迷宮』（ドラゴンクリスタル ツラニのめいきゅう）は、1990年12月22日にゲームギア用ソフトとしてセガから発売されたローグライクゲームである。メーカー公式ではアクションRPGとして紹介している。また、海外ではセガ・マスターシステムでも発売されている。

## 概要
ゲームギアで発売されたローグライクゲーム。1990年という、コンシューマーゲーム機向けのローグライクゲームの中では初期の頃に発売されている。森林、砂漠、花畑、モアイといった様々な世界が広がる全30フロアの迷宮を進んでいく。最終フロアにある聖杯を入手するとゲームクリアとなる。前述のとおりメーカー公式では「アクションRPG」と呼んでいるが、コントローラー入力をしない場合は敵も動かない。

## ストーリー
トリエスト王国の魔法学校に、4年生になるひっこみ思案でいじめられっ子のオーシという少年がいた。
ある日オーシは学校にある水晶の玉に躓きぶつかってしまう。オーシは気が付くと水晶の中に入ってしまっており、一緒にいた愛犬のポチは卵の姿となっていた。
木に囲まれた迷路、そばを通ると突然咲き乱れる花、ニヤリと笑う変な顔をした石像、そしてモンスター。水晶の世界は外の世界とはずいぶん違っていた。オーシは元の世界に戻るため、モンスターのはびこる迷宮の奥へと進んでいく事となる。

## ゲーム内容
アイテムの探索、モンスターとの戦闘をしながら次の世界へと通じる出口を探すため迷宮を探索する。迷宮の構造はプレイするたびに変化する。ゲームはターン制で、主人公が何かしらの行動を行うと敵もまた行動する。十字キーで主人公の操作や敵への攻撃、2ボタンでアイテムの入手やターンの経過を行う。1ボタンを押すとアイテム使用などを行うウィンドウ画面を開く。また、スタートボタンを押しながら十字キーを押す事で速く移動する事が出来る。
食料
ウィンドウ画面では「F」と表示される。主人公が行動するたびに食料の数値は減少していく。また、数値が1以上あると行動するたびにHPが回復し、0になると行動するたびにHPが減少していく。食料アイテムを取る事で数値は回復し、最高値は99となっている。なお、シャーク系のモンスターはこちらの食料を盗んでくる。
モンスター
モンスターはフロアを進むごとに強くなっていく。1ターンで2歩進んだり、逆に2ターンに1回しか行動しなかったり、瞬間移動してきたりと敵によって様々な行動パターンを持ち、また遠距離攻撃を持つものもいる。その他、毒や混乱といった状態異常を発生させるモンスターがいたり、装備している剣やヨロイを錆びさせる(ビッグアイ系)、最大HPを減少させる(ファイアーツリー系)、攻撃力やレベルを下げてくる(スネイル系)といった特殊な攻撃を持つモンスターも存在する。
隠し通路
特定の壁を2ボタンで何回か調べると、壁が消えて隠し通路が見つかる事がある。特定の指輪を装備すると隠し通路が見つけやすくなる。
コンティニュー
モンスターの攻撃を受けるなどしてHPが0になるとゲームオーバー、この時一定以上のお金があるとコンティニューする事が出来る。コンティニューするとそのままゲームを再開できるが、装備していた剣とヨロイ以外のアイテムは没収されてしまう。なお、本作には中断機能、セーブといったものはない。。『懐かしゲームボーイパーフェクトガイド』によると、ゲームギア実機でプレーする場合にファミリーコンピュータのACアダプターを流用してデータを保存管理する方法が紹介されている。
その他
モンスターを倒し経験値を得るとレベルアップするが、レベルは数値ではなく「APPRENTICE」、「RANGER」といった称号で表示される。また、主人公の後をついていくポチは、主人公のレベルが上がるにつれ、卵から子竜、子竜から竜へと変化する。ポチは攻撃など主人公をサポートするような行動はしてくれないが、敵の接近を妨げる障害物になる。

## アイテム
アイテムは剣、ヨロイ、巻物、杖、薬、指輪、お金、食料の計8つが存在する。この内食料、お金以外の6つは各8個まで持つ事ができ、装備したり使ったりする以外にも、投げつけたりその場に捨てる事もできる。なお、巻物、杖、薬、指輪の4つは、使うもしくは装備する、または投げない限り本当の名前を知ることが出来ない。
剣
装備する事で攻撃力が上がる。メイジキラーやシノビソードといった特定のモンスターに大きなダメージを与える剣や、特殊な効果を持つ剣も存在する。なお、中には呪われている剣もあり、装備してしまうと特定の巻物を読むなどしない限り外せなくなる。
ヨロイ
装備する事で防御力が上がる。また、種類によって主人公の見た目も変化する。中には呪われているヨロイもあり、装備してしまうと特定の巻物を読むなどしない限り外せなくなる。
巻物
剣やヨロイを強化したり、装備品の解呪やマップの表示など様々な効果をもたらす。
杖
敵にダメージを与えたり、敵の特殊攻撃を封じたりする。次のフロアへ移動したり、一部使用するとマイナス効果の発生する杖も存在する。
薬
HPを回復したり状態異常を回復したりする。飲むと状態異常になる等マイナス効果の発生する薬もある。
指輪
装備すると攻撃力が増加したり食料の減少速度を抑えるといった特殊な効果を発揮する。ただし装備すると食料の減少速度が大きくなる場合がある。中には装備するとマイナス効果の発生する呪われた指輪もあり、特定の巻物を読むなどしない限り外せなくなる。
お金
一定額以上集めると、ゲームオーバーになった時コンティニューできる。
食料
取ると食料の数値が増える。パンと肉の2種類が存在する。